# Billy Kenville
William McGill "Billy" Kenville (Elmhurst, Nueva York; 1 de diciembre de 1930-Binghamton, Nueva York; 19 de junio de 2018) fue un baloncestista estadounidense que disputó seis temporadas en la NBA. Con 1,88 metros de estatura, jugaba en la posición de escolta.

## Trayectoria deportiva

### Universidad
Jugó durante tres temporadas con los  Bonnies de la  Universidad de San Buenaventura, en las que participó en dos torneos del National Invitation Tournament.

### Profesional
Fue elegido en la vigésimo quinta posición del Draft de la NBA de 1953 por Syracuse Nationals, donde jugó tres temporadas como suplente de Paul Seymour. En la segunda de ellas logró su único anillo de campeón de la NBA tras derrotar en las Finales a Fort Wayne Pistons, colaborando con 7,1 puntos, 3,5 rebotes y 2,1 asistencias por partido.
En 1956 fue traspasado precisamente a los Pistons, donde en su primer año cuajó su mejor temporada, jugando como titular, promediando 8,2 puntos y 4,6 rebotes por partido. Al año siguiente el equipo se trasladó a Detroit, convirtiéndose en los Detroit Pistons, donde jugó dos temporadas plagadas de lesiones, para retirarse definitivamente en 1960.

## Estadísticas de su carrera en la NBA

### Temporada regular
| Temporada | Edad | Equipo             | Liga | P   | TIT | MIN  | TC  | TCA | %TC  | 3P | 3PA | %3P | TL  | TLA | %TL  | R.OF. | R.DEF. | REB | ASIS | ROB | TAP | PER | FP  | PTS |
| 1953-54   | 23   | Syracuse Nationals | NBA  | 72  |     | 19.5 | 2.1 | 5.4 | .384 |    |     |     | 1.9 | 2.5 | .747 |       |        | 3.4 | 1.7  |     |     |     | 1.9 | 6.0 |
| 1954-55   | 24   | Syracuse Nationals | NBA  | 70  |     | 19.7 | 2.5 | 6.9 | .357 |    |     |     | 2.2 | 2.9 | .766 |       |        | 3.5 | 2.1  |     |     |     | 1.9 | 7.1 |
| 1955-56   | 25   | Syracuse Nationals | NBA  | 72  |     | 17.8 | 2.4 | 6.2 | .379 |    |     |     | 2.7 | 3.6 | .759 |       |        | 3.0 | 2.2  |     |     |     | 1.8 | 7.4 |
| 1956-57   | 26   | Fort Wayne Pistons | NBA  | 71  |     | 24.0 | 2.9 | 8.6 | .336 |    |     |     | 2.5 | 3.1 | .798 |       |        | 4.6 | 2.4  |     |     |     | 2.4 | 8.2 |
| 1957-58   | 27   | Detroit Pistons    | NBA  | 35  |     | 18.5 | 3.0 | 8.0 | .379 |    |     |     | 1.3 | 2.1 | .613 |       |        | 2.9 | 1.9  |     |     |     | 1.9 | 7.4 |
| 1959-60   | 29   | Detroit Pistons    | NBA  | 25  |     | 14.6 | 1.9 | 5.2 | .359 |    |     |     | 1.3 | 1.6 | .805 |       |        | 2.8 | 1.8  |     |     |     | 1.2 | 5.1 |
| Total     |      |                    | NBA  | 345 |     | 19.6 | 2.5 | 6.8 | .363 |    |     |     | 2.1 | 2.8 | .758 |       |        | 3.5 | 2.1  |     |     |     | 1.9 | 7.1 |

### Playoffs
| Temporada | Edad | Equipo             | Liga | P  | MIN | TCA | TC  | 3PA | 3P | TLA | TL  | R.OF. | REB | ASIS | ROB | TAP | PER | FP  | PTS | %TC  | %3P | %FT  | MIN  | PTS | REB | AST |
| 1953-54   | 23   | Syracuse Nationals | NBA  | 13 | 374 | 36  | 74  |     |    | 44  | 62  |       | 48  | 25   |     |     |     | 46  | 116 | .486 |     | .710 | 28.8 | 8.9 | 3.7 | 1.9 |
| 1954-55   | 24   | Syracuse Nationals | NBA  | 11 | 130 | 17  | 48  |     |    | 36  | 49  |       | 31  | 11   |     |     |     | 23  | 70  | .354 |     | .735 | 11.8 | 6.4 | 2.8 | 1.0 |
| 1955-56   | 25   | Syracuse Nationals | NBA  | 8  | 128 | 16  | 45  |     |    | 16  | 23  |       | 17  | 14   |     |     |     | 21  | 48  | .356 |     | .696 | 16.0 | 6.0 | 2.1 | 1.8 |
| 1956-57   | 26   | Fort Wayne Pistons | NBA  | 2  | 30  | 2   | 13  |     |    | 0   | 1   |       | 1   | 5    |     |     |     | 1   | 4   | .154 |     | .000 | 15.0 | 2.0 | 0.5 | 2.5 |
| 1957-58   | 27   | Detroit Pistons    | NBA  | 7  | 99  | 18  | 44  |     |    | 10  | 18  |       | 19  | 5    |     |     |     | 12  | 46  | .409 |     | .556 | 14.1 | 6.6 | 2.7 | 0.7 |
| Total     |      |                    | NBA  | 41 | 761 | 89  | 224 |     |    | 106 | 153 |       | 116 | 60   |     |     |     | 103 | 284 | .397 |     | .693 | 18.6 | 6.9 | 2.8 | 1.5 |